# 早川智之
早川 智之（はやかわ さとゆき、1969年8月20日 -  ）は、日本の警察官僚。警察庁交通局長。

## 来歴
三重県鈴鹿市出身。高田高等学校を経て、東京大学法学部を卒業し、1992年(平成4年)、警察庁に入庁。
入庁後、山梨県警察本部刑事部捜査第二課長、沖縄県警察本部警備部長、長野県警察本部警務部長、内閣官房内閣参事官(内閣情報調査室)=内閣官房特定秘密保護法施行準備室参事官、警察庁刑事局組織犯罪対策部組織犯罪対策企画課犯罪収益移転防止対策室長、神奈川県警察本部刑事部長、警察庁交通局交通企画課長などを歴任。
2020年8月24日、長崎県警察本部長に就任し、2020年東京オリンピックの聖火リレーの警備や2021年8月の大雨災害の対応にあたった。
2021年9月22日、警視庁交通部長に就任。
2022年8月31日、警察庁長官官房審議官(警備局・調整担当)に就任。
2024年1月26日、警察庁交通局長に就任。

## 略歴
- 1992年4月-    警察庁入庁[12][13]
- 1995年8月-    山梨県警察本部刑事部捜査第二課長[21]
- 1997年
  - 3月-    防衛庁防衛局運用課[12][22]
  - 7月-    防衛庁運用局運用課[12]
- 1999年3月-    警察庁刑事局刑事企画課課長補佐[12]
- 2001年8月-    警察庁海外派遣研究生 (ニューヨーク州立大学)[12]
- 2002年8月-    警察庁生活安全局薬物対策課課長補佐[12]
- 2004年4月-    警察庁長官官房総務課課長補佐[12]
- 2006年4月-    沖縄県警察本部警備部長[12]
- 2007年8月-    警察庁交通局運転免許課理事官[23]
- 2009年7月-    長野県警察本部警務部長[23]
- 2011年3月-    警察庁警備局外事情報部外事課拉致問題対策室長兼内閣官房内閣事務官(内閣官房副長官補付)[12]
- 2012年4月-    警察庁警備局付(内閣官房内閣参事官(内閣情報調査室)=内閣官房内閣情報調査室カウンターインテリジェンス・センターセンター参事官)[12][24]
- 2013年12月-  内閣官房内閣参事官(内閣情報調査室)=内閣官房特定秘密保護法施行準備室参事官[12][25]
- 2014年8月-     警察庁刑事局組織犯罪対策部組織犯罪対策企画課統括分析官[12]
- 2015年
  - 3月-     警察庁刑事局組織犯罪対策部組織犯罪対策企画課犯罪収益移転防止対策室長[26]
  - 10月-   警視庁犯罪抑止対策本部副本部長[26]
- 2016年9月-      神奈川県警察本部刑事部長[4][27]
- 2017年9月-      警察庁交通局運転免許課長[28][29]
- 2019年8月-      警察庁交通局交通企画課長兼国土交通省道路局自動車活用推進本部事務局次長[12][30][31] (2020年8月6日付で任警視監[32])
- 2020年8月-      長崎県警察本部長[14][15]
- 2021年
  - 8月-      警察庁長官官房付[33]
  - 9月-      警視庁交通部長[17][18]
- 2022年8月-      警察庁長官官房審議官(警備局・調整担当)[19][20]
- 2024年1月-      警察庁交通局長[10][11]